# Hydrocyphon interrogationis
Hydrocyphon interrogationis es una especie de coleóptero de la familia Scirtidae.

## Distribución geográfica
Habita en Pakistán.